# Сегунда Провисион де Санта Рита, Лас Амоладерас (Галеана)
Сегунда Провисион де Санта Рита, Лас Амоладерас (шп. Segunda Provisión de Santa Rita, Las Amoladeras) насеље је у Мексику у савезној држави Нови Леон у општини Галеана. Насеље се налази на надморској висини од 1587 м.

## Становништво
Према подацима из 2010. године у насељу су живела 2 становника.

### Хронологија
| Година       | 2000      | 2005         | 2010 |
| ------------ | --------- | ------------ | ---- |
| Становништво | 9 (7 / 2) | 24 (12 / 12) | 2    |

### Попис
| # | Индикатор                     | Вредност |
| - | ----------------------------- | -------- |
| 1 | Укупно домаћинстава           | 2        |
| 2 | Укупно насељених домаћинстава | 2        |
| 3 | Величина локације             | 1        |